# 上野町 (愛知県)
上野町（うえのちょう）は、愛知県知多郡にあった町。現在の東海市北部を町域とした。

## 沿革
- 1906年（明治39年）5月1日 - 名和村、荒尾村、富木島村が合併し、上野村が発足[1]。
- 1940年（昭和15年）2月11日 - 町制施行し、上野町となる[2]。
- 1965年（昭和40年）4月29日 - 大字名和の一部を名古屋市緑区大高町へ編入する[3]。
- 1967年（昭和42年）12月1日 - 上野町と名古屋市の境界が変更される[4]。大字名和の一部を緑区へ編入し[3]、緑区大高町の一部を上野町に編入する。
- 1969年（昭和44年）4月1日 - 横須賀町と合併し東海市となる。

## 行政

### 町役場
1906年（明治39年）5月の合併当初は大字荒尾字西屋敷89番地に村役場を置いた。
大字荒尾字寄亀64番地の1に上野村役場庁舎を建設し、1910年（明治43年）4月に村役場位置を変更した。
老朽化に伴って1966年6月に大字名和字南之山10番地の4に移転新築した。
1969年に横須賀町と合併して東海市が発足してからも、1979年5月の新庁舎開庁まで暫定的に東海市役所北庁舎として使用された。跡地は上野公民館となっている。

## 教育
- 上野町立上野中学校（現・東海市立上野中学校）
- 上野町立名和小学校（現・東海市立名和小学校）
- 上野町立平洲小学校（現・東海市立平洲小学校）

## 通信
- 郵便局 - 愛知上野郵便局（現・東海北郵便局）
- 電報電話局 - 上野町電報電話局（市外局番：0560）[10][11]

## 交通

### 鉄道
- 名古屋鉄道常滑線
  - 名和駅・聚楽園駅・富士製鉄前駅（現在の新日鉄前駅）

## 名所
- 聚楽園
  - 聚楽園大仏

## スポーツチーム
- 富士製鐵名古屋硬式野球部 - 社会人野球の企業チーム。富士製鐵の名古屋製鐵所を拠点に活動。